# Раднички универзитет у Пироту
Раднички универзитет у Пироту основало је Среско синдикално веће 29. јула 1955. године са седиштем у Пироту. Надлежни орган за послове и задатке установе је након укидања Среског синдикалног већа, Општинско синдикално веће у Пироту Установом је управљао Управни одбор са секретаријатом и управником. Универзитет је деловао као установа за свестрано, трајно образовање, васпитање и културно уздизање радних људи и грађана.

## Историја
Пролазећи кроз неколико интеграционих процеса постаје установа из области образовања, културе и народне одбране. Универзитету се у априлу 1961. припаја Народни универзитет у Пироту затим децембра 1962. Центар за ванармијско војно васпитање народа „Предраг Бошковић Павле". Радна заједница Радничког универзитета на седници 20. септембра 1966. донела је решење о оснивању одељења за основно образовање одраслих (основна школа), које је почело са наставом 1. октобра 1966. године. Припајањем Културно–пропагандног центра августа 1967. године извршена је допуна делатности која је садржала, између осталог, и организовање филмских представа у селима. Предузеће за приказивање филмова „Нишава“ интегрисано је са Радничким универзитетом, децембра 1969. године. Универзитет је ширио своју делатност тако да је 1973. године прерастао у самосталну и самоуправну радну организацију основану као установу за образовање, васпитање и подизање културног нивоа радних људи и грађана.
Установа је обављала делатност кроз организационе јединице тј. Катедре за опште и стручно образовање, Катедре за општенародну одбрану и цивилну заштиту Катедре за марксистичко образовање и Биоскоп град–село. Акцијом „Сусрети села", која је покренута у јесен 1972. године на иницијативу Општинске заједнице културе, а чије је спровођење поверено Радничком универзитету давала је значајан допринос културно–забавном животу села.
Раднички универзитет није имао сталну локацију већ се селио у неколико културно-просветних установа током година рада. 
Универзитет је званично радио до 1988. године када је припојен Дому културе у Пироту. 